# Arkane Studios
Az Arkane Studios videójáték-fejlesztő céget 1999-ben alapították Lyonban, első játékuk a 2002-ben megjelent Arx Fatalis, ami jó kritikai fogadtatásban részesült. 2006 júliusában a texasi Austinban is irodát nyitottak.
2006-ban bejelentenek egy The Crossing névre keresztelt akciójátékot, aminek a fejlesztését anyagi körülmények miatt egyelőre szüneteltetik. 2009 júliusában a BioShock 2 fejlesztői bejelentik, hogy a játék animációs és művészeti munkálataiban az Arkane Studios is besegít.
2010 augusztusában a céget felvásárolja a ZeniMax Media vállalat.

## Játékok
- Arx Fatalis (2002)
- Dark Messiah of Might and Magic (2006)
- Dishonored (2012)[4]
- Dishonored 2 (2016)
- Prey (2017)
- Deathloop (2021)
- Redfall (2023)

Kisebb munkák
- Call of Duty: World at War (2008) — többjátékos mód
- KarmaStar (2009)
- BioShock 2 (2010) — pályatervezési segítség
- "Prey" (2017)